# هادسن (پنسیلوانیا)
هادسِن (به انگلیسی: Hudson) یک منطقهٔ مسکونی در ایالات متحده آمریکا است که در شهرستان لوزرن، پنسیلوانیا واقع شده‌است. هادسن ۱٫۰ کیلومتر مربع مساحت و ۱٬۴۴۳ نفر جمعیت دارد.